# Abu Bakar
Abu Bakar (hoặc Abu Bakr) (khoảng 572/573 - 23 tháng 8 năm 634/13 AH) là một Sahaba (bạn đạo) và là cố vấn của nhà tiên tri đạo Hồi Muhammad. Abu Bakr còn là cha của A'isha, một người vợ nhỏ của nhà tiên tri Muhammad. Sau khi Muhammad qua đời, Abu Bakar trở thành Khalip (vua Hồi). Khi lên nhậm chức, ông đã 60 tuổi, dáng người lom khom, có bộ râu nhuộm đỏ theo phong tục của đạo Hồi. Là một người ăn mặc giản dị nhưng ông rất được kính nể nhờ đức tính ân cần, khiêm tốn, và thông thái. Khi làm khalip, ông xưng là Khalifat Rasul Allah, tức người kế thừa của Sứ Đồ của Thượng đế.
Khi bắt đầu giữ nhiệm vụ kế vị nhà Tiên Tri, Abu Bakar gặp phải khó khăn vì phần lớn bán đảo Ả Rập ly khai khỏi Hồi giáo. Sức chống đối lan rộng và trở nên nghiêm trọng khiến cho các nhà lãnh đạo Hồi giáo tin rằng phải dùng tới sức mạnh quân sự. Khalip Abu Bakar đã gửi các đạo quân đi đàn áp các lực lượng ly khai. Trong vòng 2 năm, các lực lượng ly khai và các nhà tiên tri tự xưng như Musailima phải xin hàng.
Khalip Abu Bakar còn truyền mang đạo Hồi vào các dân tộc sinh sống tại phía bắc và các đạo quân Hồi giáo bắt đầu đánh chiếm các lãnh thổ của hai đế quốc Byzantine và Ba Tư láng giềng. 